# Josh Davis (nadador)
Joshua Clark "Josh" Davis (San Antonio, 1 de setembro de 1972) é um nadador norte-americano.
Em Atlanta 1996, ganhou o ouro nos 3 revezamentos americanos: 4x100m livres, 4x100m medley e 4x200m livres, além de ficar em 7º lugar nos 200 metros livres. Em Sydney 2000, foi prata nos 4x100m e 4x200m livres, e 4º lugar nos 200 metros livres.